# Каміла Осоріо
Марія Каміла Осоріо Серрано (ісп. María Camila Osorio Serrano) — колумбійська тенісистка, переможниця Відкритого чемпіонату США серед дівчат, медалістка Юнацьких Олімпійських ігор.
Юніоркою Осоріо Серано була першою ракеткою світу. Перший титул WTA вона виборола на турнірі Copa Colsanitas 2021. 
Онука футболіста Роландо Серрано.

## Фінали Туру WTA

### Одиночний розряд: 5 (3 титули, 2 поразки)
| Легенда                      |
| ---------------------------- |
| Турніри Великого шлему (0–0) |
| Турніри WTA 1000 (0–0)       |
| Турніри WTA 500\| (0–0)      |
| Турніри WTA 250 (3–2)        |

| Фінали за покриттям |
| ------------------- |
| Тверде (0–2)        |
| Ґрунт (3–0)         |

| Результат | В-П | Дата     | Турнір                              | Категорія | Покриття | Опонент         | Рахунок                 |
| --------- | --- | -------- | ----------------------------------- | --------- | -------- | --------------- | ----------------------- |
| Перемога  | 1–0 | Кві 2021 | Copa Colsanitas Santander, Колумбія | WTA 250   | Ґрунт    | Тамара Зіданшек | 5–7, 6–3, 6–4           |
| Поразка   | 1–1 | Жов 2021 | Tenerife Ladies Open, Іспанія       | WTA 250   | Тверде   | Енн Лі          | 1–6, 4–6                |
| Поразка   | 1–2 | Бер 2022 | Monterrey Open, Мексика             | WTA 250   | Тверде   | Лейла Фернандес | 7–6(7–5), 4–6, 6–7(3–7) |
| Перемога  | 2–2 | Кві 2024 | Copa Colsanitas, Колумбія (2)       | WTA 250   | Ґрунт    | Маріє Боузкова  | 6–3, 7–6(7–5)           |
| Перемога  | 3–2 | Кві 2025 | Copa Colsanitas, Колумбія (3)       | WTA 250   | Ґрунт    | Катажина Кава   | 6–3, 6–3                |

## Юнацькі фінали турнірів Великого шолома

### Одиночний розряд: 1 титул
| Результат | Рік  | Турнір  | Поверхня | Супротивниця        | Рахунок  |
| --------- | ---- | ------- | -------- | ------------------- | -------- |
| Перемога  | 2019 | US Open | Хард     | Алексанра Єпіфанова | 6–1, 6–0 |